# Raúl Madero

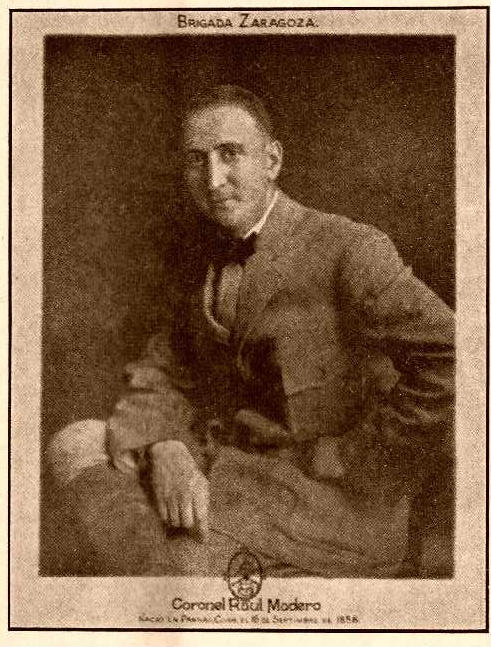
Raúl Madero

Raúl Madero González (Parras, 16 september 1888 – Mexico-Stad, 8 oktober 1982) was een Mexicaans militair en politicus.
Madero was de broer van Francisco I. Madero. Hij volgde een militair opleiding in Monterrey en Indiana en studeerde af als mijnbouwingenieur in Dover (Massachusetts). In 1910 sloot hij zich aan bij het Plan van San Luis Potosí van zijn broer, waarmee de Mexicaanse Revolutie was uitgebroken. Als majoor vocht hij mee bij Casas Grandes en de inname van Ciudad Juárez in mei 1911. Nadat zijn broer president was geworden leidde hij een bataljon tegen de opstand van Pasucal Orozco. Na de moord op de president sloot hij zich aan bij het Constitutionalistische Leger in het verzet tegen Victoriano Huerta. Na de slag bij Tierra Blanca werd hij benoemd tot kolonel.
Hij nam deel aan de slag bij Ojinaga, de slag bij Torreón en de inname van Zacatecas aan de zijde van Pancho Villa. Nadat Huerta was verdreven toonde hij zich een medestander van Villa in de conventie van Aguascalientes. Na de nederlaag van Villa trok hij naar New York. Hij keerde terug naar Mexico om landhervormer te worden in de regio La Laguna. In 1939 keerde hij weer terug in het leger toen hij door Lázaro Cárdenas tot brigadegenraal werd benoemd.
In 1957 werd hij gekozen tot gouverneur van Coahuila. Madero was een van de laatste overlevende leiders van de Mexicaanse Revolutie, en daardoor een graag gezien persoon in Mexico. Kort voor zijn dood in 1982 ontving hij op 94-jarige leeftijd de Eremedaille Belisario Domínguez, Mexico's hoogste onderscheiding.